# Toffo
Toffo est une commune et une ville du sud du Bénin, préfecture du département de l'Atlantique.

## Géographie

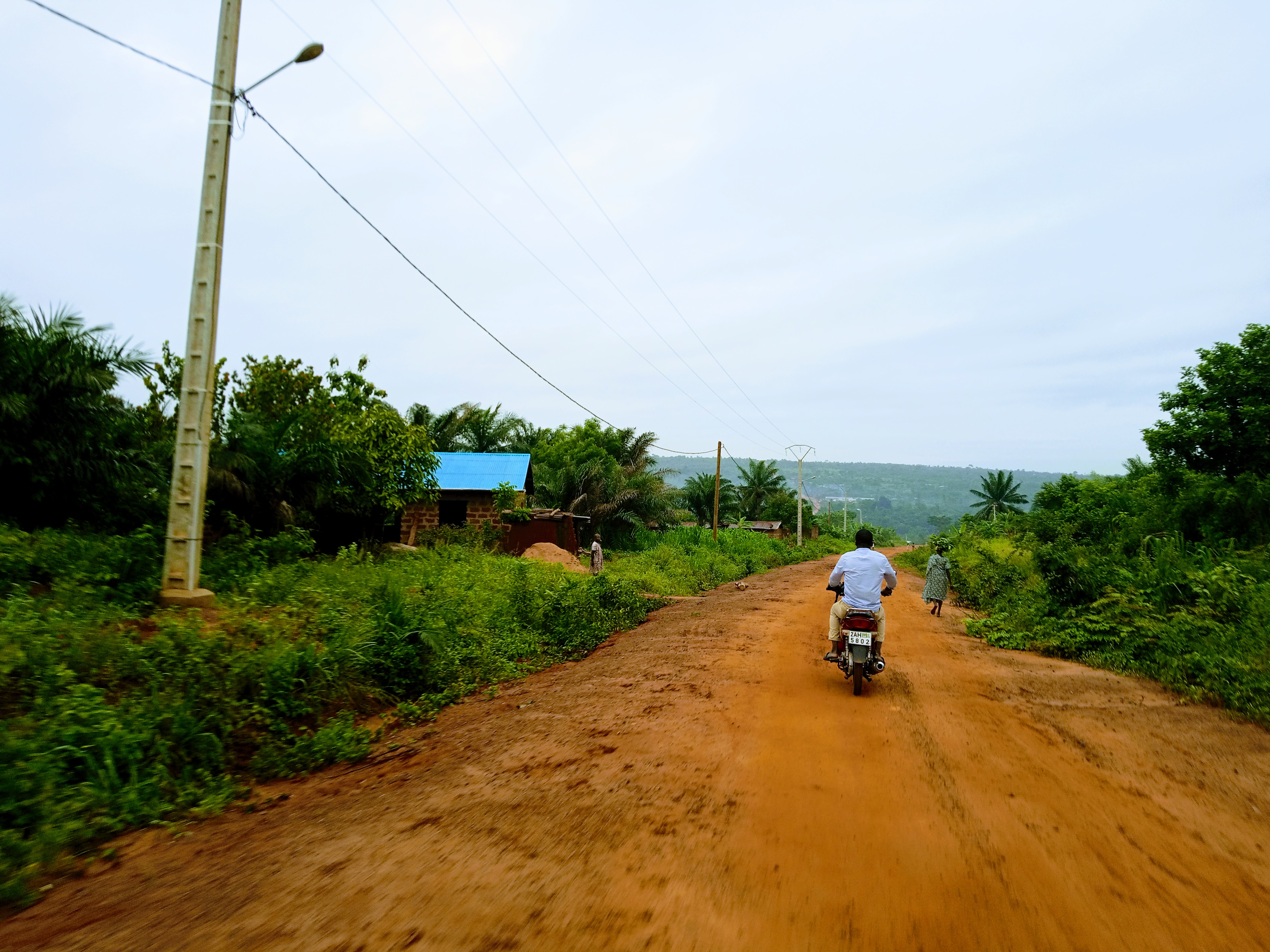
Routes de la commune deToffo

## Population
Lors du recensement de 2013 (RGPH-4), la commune comptait 101 585 habitants.

## Personnalités nées à Toffo
- Bernardin Gantin, cardinal